# 大博格多山國家公園
45°00′N 100°18′E / 45°N 100.3°E

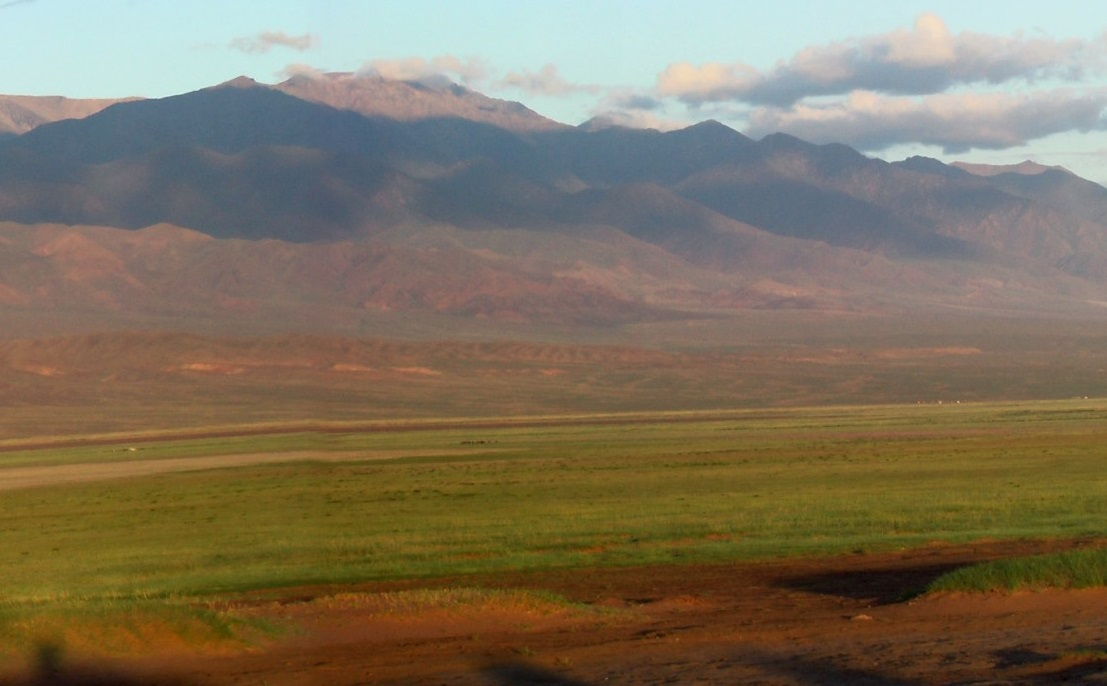

大博格多山國家公園是蒙古國的國家公園，成立於2008年，面積2,629平方公里，受半乾旱氣候影響，有白喉石鶺、黑尾地鴉、阿爾泰雪雞等野生鳥類棲息。